# Julien Heernaert
Julien Heernaert (Ledegem, 24 luglio 1916 – Menen, 20 dicembre 2012) è stato un ciclista su strada belga, professionista dal 1936 al 1950.

## Carriera
Ciclista adatto alle corse di un giorno, ottenne vari piazzamenti nelle classiche, tra cui un terzo posto nella Liegi-Bastogne-Liegi del 1936.

## Palmarès

### Strada
- 1936

Parigi-Lille
Kampioenschap van Vlaanderen
- 1939

4ª tappa Tour de Nord France
- 1948

GP Victor Standaert
- 1949

Roubaix Huy

## Piazzamenti

### Classiche monumento
- Parigi-Roubaix

1937: 28º
1949: 74º
- Liegi-Bastogne-Liegi

1937: 3°
1938: 19°
1938: ritirato